# Mete Aslan
Mete Aslan (* 25. April 1944 in Antakya) ist ein türkischer Politiker und ehemaliger Bürgermeister von İskenderun.
Nach 17-jähriger politischer Erfahrung in westlichen Städten der Türkei wie Istanbul und Konya entschied sich Mete Aslan, bei der Kommunalwahl von 1989 für das Amt des Bürgermeisters von İskenderun in der Provinz Hatay zu kandidieren. Diese Wahl, bei der Aslan ANAP-Mitglied war, verlor er nur sehr knapp. Aufgrund seiner Niederlage arbeitete Mete Aslan zunächst in Niğde und Elazığ in der Wirtschaft, bis er 1994 noch einmal für das Amt des Bürgermeisters von Iskenderun kandidierte. Bei dieser Wahl gewann der ANAP-Politiker, genauso wie die Wahlen in den Jahren 1999 und 2004.